# Нефтекамський міський округ
Нефтека́мський міський округ (рос. Нефтекамский городской округ) — адміністративна одиниця Республіки Башкортостан Російської Федерації.
Адміністративний центр — місто Нефтекамськ.
Станом на 2002 рік існували Нефтекамська міська рада (місто Нефтекамськ), якій підпорядковувались Амзинська селищна рада (смт Амзя, село Хмельовка) та Ташкіновська сільська рада (село Ташкіново, присілки Крим-Сараєво, Марино, Ратково); присілок Чишма входив до складу Кармановської сільської ради Янаульського району.

## Населення
Населення району становить 140504 особи (2019, 133535 у 2010, 129810 у 2002).

## Склад
До складу міського округу входять такі населені пункти:
| Населений пункт        | Населення, осіб (2002) | Населення, осіб (2010) |
| ---------------------- | ---------------------- | ---------------------- |
| Нефтекамськ, місто     | 122290                 | 121733                 |
| Амзя, село             | 4834                   | 4993                   |
| Крим-Сараєво, присілок | 244                    | 273                    |
| Марино, присілок       | 279                    | 471                    |
| Ратково, присілок      | 27                     | -                      |
| Ташкіново, село        | 2003                   | 2467                   |
| Хмельовка, село        | 63                     | 46                     |
| Чишма, присілок        | 70                     | 102                    |
| Енергетик, село        | -                      | 3450                   |